# Campionato sudamericano maschile di pallavolo 1951
Il I campionato sudamericano maschile di pallavolo si è svolto nel 1951 a Rio de Janeiro, in Brasile. Al torneo hanno partecipato 4 squadre nazionali sudamericane e la vittoria finale è andata per la prima volta al Brasile.

## Squadre partecipanti
- Argentina
- Brasile
- Perù
- Uruguay

## Classifica finale
| Classifica | Squadre   |
| ---------- | --------- |
|            | Brasile   |
|            | Uruguay   |
|            | Perù      |
| 4          | Argentina |